# Räumliche Mobilität

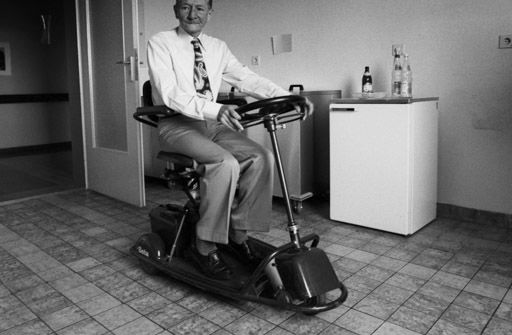
Ein Bewohner eines Altenheims bewegt sich mit einem Seniorenmobil fort

Die räumliche Mobilität oder territoriale Mobilität beschreibt die Beweglichkeit von Personen und Gütern im geographischen Raum. Räumliche Mobilität ist somit Mobilität im engeren Wortsinne. Um die Bezeichnung von metaphorischen Bezeichnungen wie z. B. soziale Mobilität abzugrenzen, haben sich die Bezeichnungen räumliche oder territoriale Mobilität durchgesetzt.
Zur Mobilität gehört die Möglichkeit und Bereitschaft zur Bewegung. Im engeren Sinne ist sie als Anzahl aller außerhäuslichen Aktivitäten im Personenverkehr oder Beförderungen von Gütern zwischen Marktteilnehmern zu verstehen. Im Verkehr zeigt sich die realisierte Mobilität. Beide Begriffe lassen sich nicht gleichsetzen, da Mobilität die individuellen Motive und Hintergründe stärker betont. Verkehrserziehung und Mobilitätserziehung behandeln entsprechend unterschiedliche Aspekte des Verkehrslebens. Den Zusammenhang zwischen der Möglichkeit zur Ortsveränderung (Mobilität) einerseits und der Verteilung von Gelegenheiten und Zielen im Raum andererseits beschreibt der Begriff der Erreichbarkeit (Verkehr). Bei gleicher individueller Mobilität sind z. B. in städtischem Kontext mehr Ziele in gegebener Zeit erreichbar als im ländlichen Raum.
Räumliche Mobilität kann in eine residenzielle Mobilität und eine zirkuläre Mobilität unterteilt werden. Zirkuläre Mobilität beinhaltet die Rückkehr an den Ausgangspunkt, üblicherweise den Wohnstandort. Residenzielle Mobilität beschreibt hingegen die dauerhafte Veränderung des Wohnstandorts. Umzüge innerhalb eines Gebietes zählen ebenso zur residenziellen Mobilität wie multilokale Lebensweisen und die Migration zwischen Nationen. Zur zirkulären Mobilität gehören der Tourismus und die Alltagswege.

## Bedürfnis nach Mobilität
Die modernen Gesellschaften zeichnen sich durch immer weitergehende Differenzierung aus. Soziale Aktivitäten wie beispielsweise Wohnen, Arbeiten, Bildung und Erholung sind oft räumlich voneinander getrennt. Da der Mensch nicht an mehreren Orten gleichzeitig sein kann, muss er räumliche Distanzen überwinden, sofern die Teilnahme an bestimmten Ereignissen gewünscht ist. Der Mobilität fällt so die Funktion zu, Menschen zu re-integrieren, die durch die Differenzierung entbettet wurden. Gleichzeitig ist Mobilität notwendig zur Inklusion in wichtige soziale Systeme wie Bildung und Arbeit. Mobilität beschreibt aber nicht nur die Möglichkeit, räumlich getrennte Aktivitäten wahrzunehmen. Es gibt auch ein intrinsisches Bedürfnis nach Mobilität. Das Unterwegssein dient dann der Identitätsstiftung und ist Ausdruck eines Lebensstils.
Während Verkehr, also realisierte Ortsveränderung, aufgrund seiner negativen Externalitäten (Emissionen, Lärm …) auch negativ bewertet wird, gilt dies in der Regel nicht für Mobilität, also die Möglichkeit zur Ortsveränderung. Subventionen und baulich-räumliche Entwicklung können jedoch zu einer einseitig ausgerichteten Mobilität und dadurch zu mehr Verkehr führen:
„Eigenheimzulage und Pendlerpauschale animieren die Bürger bis heute, aufs Land zu ziehen, wo nur ein Verkehrsmittel Mobilität gewährleistet: das Auto. Dessen Benutzung wurde derweil, relativ gesehen, immer billiger: Während Benzin heute 3,3-mal so viel kostet wie 1960, haben sich die Preise für öffentliche Verkehrsmittel im selben Zeitraum mehr als verzehnfacht, berichtet das Umweltbundesamt.“

## Messung
Als Kennwert zur Beschreibung der Mobilität können Wegstrecken oder Zahl der Wege herangezogen werden, die täglich im Durchschnitt zurückgelegt werden.
Von einer hohen Mobilität spricht man, wenn viele Verkehrsbewegungen durchgeführt werden können. Die Art der benutzten Verkehrsmittel spielt dabei keine Rolle. Die Mobilität kann erhöht werden, wenn eine Auswahl zwischen mehreren Verkehrsmitteln besteht, eine hohe Verbindungshäufigkeit gegeben ist und/oder der zeitliche Aufwand für die Überwindung einer Distanz relativ gering ist. Hierzu gehört auch die Verbesserung der Bewegungsmöglichkeiten mobilitätsbehinderter Menschen durch den Ausbau der Barrierefreiheit. Auch die Möglichkeit zur Verkettung mehrerer Aktivitäten auf einem Weg erhöht die Mobilität.
Verschiedentlich wird der Begriff Mobilität auch verkürzt verwendet für die reine Verfügbarkeit von Pkws, gemessen am Motorisierungsgrad.

### Mobilität in Deutschland
Die Wege pro Tag waren über längere Zeit relativ konstant. Sowohl Untersuchungen seit den 1970er Jahren in der DDR (System repräsentativer Verkehrsbefragungen – SrV) wie auch etwas später in der BRD (Kontiv, heute „Mobilität in Deutschland“) zeigen, dass etwa 3,3 Wege pro Tag zurückgelegt werden. Dabei spielten unterschiedliche Motorisierungsgrade (DDR – BRD) keine Rolle.
Einige wesentliche Ergebnisse der Untersuchung „Mobilität in Deutschland 2002“ waren:
- Im Wochendurchschnitt verlassen 86 % der Menschen zumindest für einen kurzen Fußweg das Haus (Außer-Haus-Anteil). Am Sonntag verringert sich dieser Anteil auf 75 %.
- Im Durchschnitt werden 3,3 Wege täglich zurückgelegt. 1976 lag dieser Wert bei 3,4 Wegen pro Tag. Die Anzahl der Wege pro Tag ist allerdings kein Qualitätskriterium. Beispielsweise legen Menschen, die bewusst das Fahrrad benutzen, nur 3,1 Wege pro Tag zurück, ausschließliche Autofahrer aber 3,7.

- 23 % aller Wege werden ausschließlich zu Fuß zurückgelegt (bei den anderen Verkehrsmitteln sind selbstverständlich auch Fußwege enthalten).
- 9 % werden mit dem Fahrrad erledigt,
- 8 % mit dem öffentlichen Personennahverkehr (ÖPNV),
- 45 % aller Wege werden mit dem Kraftfahrzeug als Fahrer zurückgelegt,
- 16 % als Beifahrer.

- 53 % der Wege von Kindern bis einschließlich 9 Jahren werden als Beifahrer im Pkw zurückgelegt, Der Anteil der Fußwege liegt bei 34 %.
- 31 % aller Wege sind Freizeitverkehr, 19 % sind Wege zum Einkaufen und 15 % sind Arbeitswege.
- 25 % aller Autofahrten sind kürzer als 3 km.
- Die Länge der Fußwege liegt im Durchschnitt bei 1,4 km.
- Die durchschnittliche Geschwindigkeit bei den Autofahrten beträgt 32,8 km/h.
- Im Durchschnitt legt jeder Bundesbürger, der das Haus verlässt, 43 km am Tag zurück und verbringt 93 Minuten im Verkehr.
- Insgesamt haben 20 % aller Haushalte kein Auto, in Großstädten geht der Wert bis auf 33 %.

Zusammenfassend stellt die Untersuchung u. a. folgendes fest:
- Der Anteil der Pkw-Wege ist zunehmend.
- Das notwendige Zeitbudget für die tägliche Mobilität steigt bei wachsender Wegelänge.

Seit 2000 hat sich die Situation stark verändert. Zwischen 2000 und 2014 stieg nach einer Studie des Instituts für Arbeitsmarkt- und Berufsforschung (IAB) die mittlere Pendeldistanz sozialversicherungspflichtig Beschäftigter von 8,7 auf 10,5 Kilometer (nach ADAC-Angaben auf etwa 17 km). Arbeitnehmer mit einem Hochschulabschluss pendeln demnach mit 14,5 Kilometern am weitesten. Menschen ohne Schulabschluss haben mit 8,8 Kilometern (hier ist jedoch der Anstieg der Pendeldistanz sehr deutlich, was auf einen Mangel an Einfacharbeitsplätzen verweist), Arbeitnehmer mit Berufsabschluss mit 10,5 Kilometern deutlich kürzere Anfahrtswege. Ursache sei ein gestiegener Bedarf an Flexibilität im Job. Außerdem sind in Großstädten die Mieten so stark gestiegen, dass die Beschäftigten eher in Vororten wohnen. Dafür ist die Häufigkeit von Umzügen gesunken.

### Untersuchungen in ausgewählten Städten

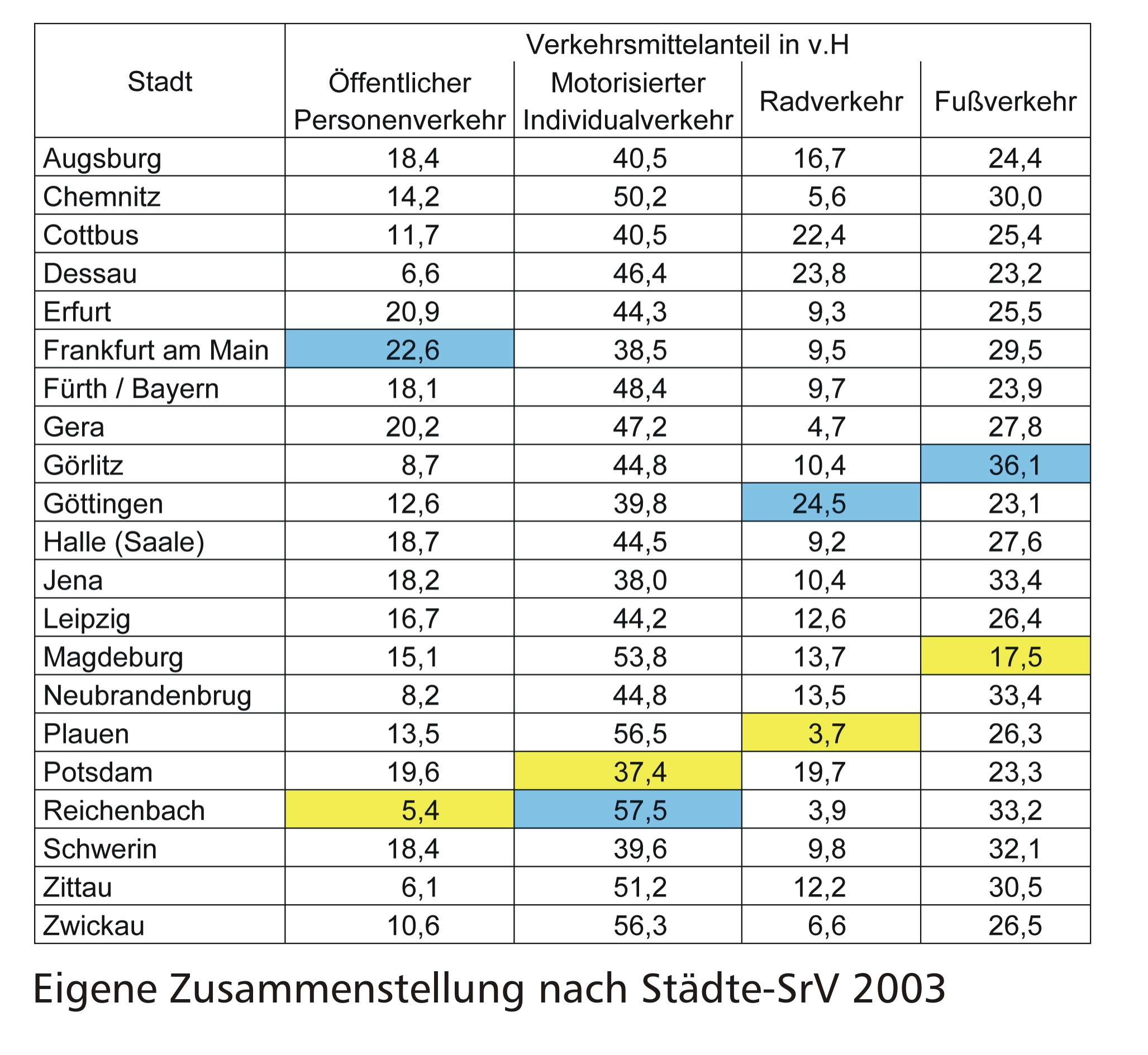
Mobilitätskennwerte ausgesuchter Städte

2003 wurde in ausgesuchten Städten die sogenannte Städte-SrV 2003 durchgeführt (SrV = System repräsentativer Verkehrserhebungen). Ergebnisse sind in der nebenstehenden Tabelle dargestellt.
Obwohl nicht alle Städte untereinander vergleichbar sind, zeigen sich doch zum Teil sehr große Unterschiede im Mobilitätsverhalten. Die jeweils höchsten (blau) und geringsten (gelb) Werte in einer Spalte sind farblich markiert. Die Rahmenbedingungen, die zu diesen unterschiedlichen Werten führen, sind vielfältig, z. B.:
- Siedlungsstruktur
- Struktur des Einzelhandels
- Ausbaustand des ÖPNV
- Anzahl der Parkplätze in der Innenstadt
- Qualitäten für den Fuß- oder Radverkehr
- Image der Verkehrsmittel (ÖPNV, Fußverkehr, Radverkehr)
- gut ausgebaute Straßennetze in das Umland

Diese Zahlen zeigen deutlich den kommunalen Handlungsspielraum zur Steuerung der Verkehrsmittelwahl und damit auch des Verkehrs in den Städten.

## Mobilitätsmanagement
Es existieren im Mobilitätsmanagement Ansätze, die Folgen der Mobilität als Potenzial der Nutzung von Verkehrsmitteln zur Überwindung von Entfernungen zu beeinflussen, um die unerwünschten Folgen dieser Mobilität zu verringern. Der Begriff Sanfte Mobilität steht für nachhaltige, umweltschonende und sozial verträgliche Fortbewegungsarten wie zu Fuß gehen, Radfahren und Öffentlicher Verkehr („Umweltverbund“).